# Horst Bachmann
Horst Bachmann (* 1. Juni 1927 in Bautzen; † 12. Januar 2007 in Rothenburg/Oberlausitz) war ein deutscher Maler, Bildhauer und Zeichner.

## Leben und Werk
Bachmann war der Sohn des Bautzener Ofensetzers Erwin Bachmann Er besuchte von 1940 bis 1944 die Wirtschaftsoberschule in Bautzen. 1944 wurde er zum Arbeitsdienst, dann zur Wehrmacht einberufen. 1945 geriet er in sowjetische Gefangenschaft. Nachdem er 1946 entlassen worden war, absolvierte er eine Lehre als Maurer.
Ab 1949 arbeitete er als Autodidakt freischaffend als Maler und Grafiker. Nach einem Verfahren vor dem sowjetischen Militärtribunal wurde Bachmann zu zwölf Jahren Arbeitslager verurteilt, wovon er von 1953 bis 1955 in einem Straflager des Gulag war. Durch eine allgemeine Amnestie deutscher Gefangener kam er frei.
Von 1956 bis 1971 arbeitete Bachmann für die Staatliche Versicherung der DDR als Schätzer von Sturmschäden. Ab 1956 lebte er in Rabitz am Steinbruch mit seiner ersten Ehefrau Ruth, mit der er zwei Kinder hatte, und von 1975 bis 1977 in Nadelwitz, dann in Auritz, mit Katarina Robbe, die er 1980 heiratete. Zwei weitere Kinder wurden geboren.
Von 1974 bis 1990 war Bachmann Mitglied des Verbandes Bildender Künstler der DDR.
Adolf Endler widmete Bachmann das Gedicht Dies Sirren und Kito Lorenc das Gedicht Lieber Maler, mal mir eine Rose

## Selbstreflexion
„Auf der Suche nach einer Form, die meinem Erleben adäquat wäre, kam ich zu dieser Art, die man als expressiv und symbolisch bezeichnen kann … Es entstanden Zeichen für Erlebnisse, die durchaus nicht nur der optischen Ebene der Wahrnehmung entstammen.“

## Werke (Auswahl)

### Tafelbilder
- Rosenphönix (1974, Öl, 116,5 × 88 cm; Sächsischer Kunstfonds)[5]
- Ein Kindertraum (1977, Öl, 118,5 × 151 cm; Sächsischer Kunstfonds)

- Denkmal für Leidende. Teil I: Blutende Engel – gequältes Land (1974/1977, Öl; auf der VIII. Kunstausstellung der DDR)[6]

### Assemblage
- Ikone des Blühens (1979, Materialbild/Assemblage, 185 × 200 cm; Sächsischer Kunstfonds)

### Als Buchillustration veröffentlichte Bilder
- Kito Lorenc: Flurbereinigung. Gedichte. Aufbau-Verlag Berlin und Weimar. 1973 (mit 6 Reproduktionen nach Bildern Bachmanns).
- Eckart Krumbholz (Hrsg.): Martin Luther. Euch stoßen, daß es krachen soll – Sprüche, Aussprüche, Anekdoten. Buchverlag der Morgen, Berlin, 1983 (mit Reproduktionen nach 25 Holzschnitten)

## Ausstellungen (unvollständig)

### Einzelausstellungen
- 1965: Kraków, Dom Plastikòw, und Tarnów und Nowy Socz
- 1975: Berlin, Galerie Arkade
- 1978: Dresden, Leonhardi-Museum
- 1985: Niesky
- 1987: Berlin, Dom
- 1987: Bischofswerda, Kulturhaus

### Ausstellungsbeteiligungen
- 1977/1978: Dresden, VIII. Kunstausstellung der DDR
- 1984: Dresden, Galerie Kunst der Zeit („Assemblagen. Bachmann, Dietrich, Gubsch, Hornig, Manigk, Oeser, Rehfeldt, Schieferdecker, Seidel, Teubner, Tucholke, Wolff“)